# Umweltbewegung
Die Umweltbewegung oder Ökologiebewegung, (umgangssprachlich auch Öko-Bewegung) die auch Naturschutz und grüne Politik umfasst, ist eine vielfältige philosophische, soziale und politische Bewegung, die sich mit Umweltfragen befasst. Umweltschützer setzen sich für eine gerechte und nachhaltige Bewirtschaftung der Ressourcen und einen verantwortungsvollen Umgang mit der Umwelt durch Veränderungen in der Politik und im Verhalten des Einzelnen ein. Die Bewegung erkennt den Menschen als Teilnehmer (und nicht als Feind) der Ökosysteme an und konzentriert sich auf Ökologie, Gesundheit und Menschenrechte. Die Umweltbewegung ist eine internationale Bewegung, die von einer Reihe von Organisationen vertreten wird, die von Unternehmen bis zu Graswurzelbewegungen reichen und von Land zu Land unterschiedlich sind. Aufgrund ihrer großen Mitgliederzahl, ihrer unterschiedlichen und starken Überzeugungen und ihres gelegentlich spekulativen Charakters ist sich die Umweltbewegung in ihren Zielen nicht immer einig. Die Bewegung umfasst auch einige andere Bewegungen mit einem spezifischeren Fokus, wie z. B. die Klimabewegung. Im weitesten Sinne umfasst die Bewegung Privatpersonen, Fachleute, religiöse Anhänger, Politiker, Wissenschaftler, gemeinnützige Organisationen und einzelne Befürworter.

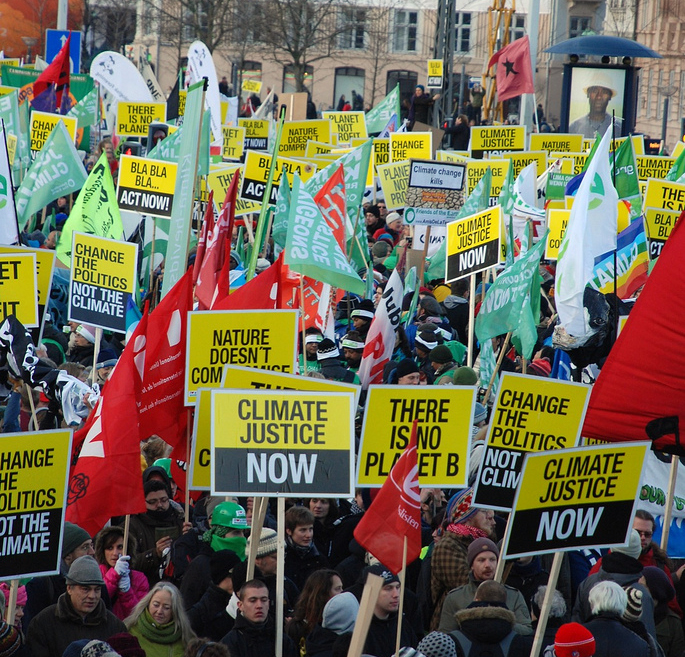
Global action day mit der Forderung nach Klimagerechtigkeit (climate justice) zum UN-Klimagipfel COP 15 in Kopenhagen, 2009

## Geschichte der Umweltschutzbewegungen
Der Historiker Joachim Radkau datiert den Beginn der Umweltbewegung im heutigen Sinne auf die Debatte um die Holznot um 1800. Die Ängste vor der Holznot, einer Versorgungskrise beim Rohstoff Holz, kamen parallel zum „Naturkult“ der Wald-Romantik zu Zeiten der Aufklärung auf. In der Folge wurden der deutschsprachige Raum zum Vorreiter der Aufforstung und Japan zum Pionier einer nachhaltigen Forstwirtschaft. Die Historiker stritten in den 1980er Jahren, ob die Holznot eine tatsächliche oder nur befürchtete Ressourcenkrise war.
Radkau selbst unterstellt der Umweltbewegung eine gewisse Geschichtsblindheit und ein ausgeprägtes Desinteresse an den Wurzeln und Vorgängern im eigenen Kulturraum. Für die heutige europäische Umweltszene sei die amerikanische Naturschutzbewegung, die weit bis ins neunzehnte Jahrhundert zurückreicht, die eigentliche Vorläuferin. Die Idee, besondere Naturlandschaften als schützenswert zu betrachten, kam mit William Wordsworth und George Catlin bereits 1810 bzw. 1832 auf. 1864 wurde auf Betreiben John Muirs das erste Schutzgebiet definiert – im heutigen Yosemite-Nationalpark in Kalifornien.
Das Europäische Naturschutzjahr 1970, die erste europaweite Umweltkampagne mit über 200.000 Aktionen, gilt als Geburtsjahr der modernen Umweltbewegung.
1971 z. B. wurde von vier Organisationen aus Frankreich, Schweden, den USA und England ein internationaler Zusammenschluss von Umweltschutzorganisationen gegründet, die Friends of the Earth: 2011 mit über zwei Millionen Mitgliedern und Unterstützern in 76 Ländern vertreten.

### Deutschland
1899 wurde in Stuttgart von Lina Hähnle der Bund für Vogelschutz (BfV) als Vorläufer des heutigen Naturschutzbund Deutschland e. V. (NABU) gegründet: Der NABU ist heute als Nichtregierungsorganisation (NGO, Non Government Organisation) mit dem 1975 gegründeten BUND einer der großen anerkannten Naturschutzverbände Deutschlands (mit Verbands-Klagerecht im Natur- und Umweltschutz).
In Deutschland ist zwischen einer ersten Umweltbewegung (die um die Wende vom 19. zum 20. Jahrhundert entstand) und einer zweiten Umweltbewegung (ca. 1970er- bis 1980er-Jahre) zu unterscheiden. Die erste Umweltbewegung hat dabei ihre Wurzeln in der Romantik, der Heimatschutzbewegung, der Lebensreformbewegung und in der aus der Anthroposophie hervorgegangenen biologisch-dynamischen Landwirtschaft (1924). Der Naturschutz im Nationalsozialismus war gekennzeichnet durch eine ideologische Überprägung mit einem völkischen Heimat-Begriff sowie der Blut-und-Boden-Ideologie.
Die zweite Umweltbewegung ist eine der sogenannten neuen sozialen Bewegungen. Sie entstand sowohl in West- wie in Ostdeutschland (DDR), wenn auch unterschiedlich. Maßgeblich geprägt wurde die zweite Umweltbewegung durch den Wertewandel und die Verbreitung postmaterialistischer Wertorientierungen.

#### Westdeutschland
Bereits in den 1950er und 1960er Jahren gab es auflagenstarke Sachbücher, die Umweltkrisen vorhersagten oder Untergangsprophezeiungen mit populärwissenschaftlichen Darstellungen verbanden. Autoren solcher Bücher waren unter anderem Erich Hornsmann, Reinhard Demoll, Günther Schwab und Bodo Manstein.
Eine der ältesten westdeutschen Umweltinitiativen war die Bürgeraktion Umweltschutz Zentrales Oberrheingebiet (BUZO), 1971 aus dem Widerstand gegen die Expansionspläne der Erdölraffinerien in Karlsruhe-Knielingen von Hans-Helmut Wüstenhagen gegründet, dem späteren Vorsitzenden des „Bundesverband Bürgerinitiativen Umweltschutz“ (BBU).
In Tübingen gründete sich unmittelbar nach dem am 26. November 1970 gehaltenen Vortrag „Überleben im Atomzeitalter“ von Professor Harald Stumpf vom Institut für Theoretische Physik das Komitee für Umweltschutz, neben dem sich kurz darauf der von Hartmut Gründler gegründete Bund für Umweltschutz etablierte.
Bedeutsam für die anwachsende zweite Umweltbewegung waren auch die aus 21 Gruppierungen bestehenden Badisch-Elsässischen Bürgerinitiativen. Sie formierten sich 1972 in der Auseinandersetzung gegen ein Bleichemiewerk beim elsässischen Marckolsheim, waren im gewaltlosen Kampf gegen das Kernkraftwerk Wyhl am südbadischen Kaiserstuhl letztlich siegreich und gelten als die erste größere Basis des später 600 Bürgerinitiativen umfassenden BBU. In den 1970er und 1980er Jahren war die Anti-Atomkraft-Bewegung in der öffentlichen Wahrnehmung ein wesentlicher Teil der Umweltbewegung.

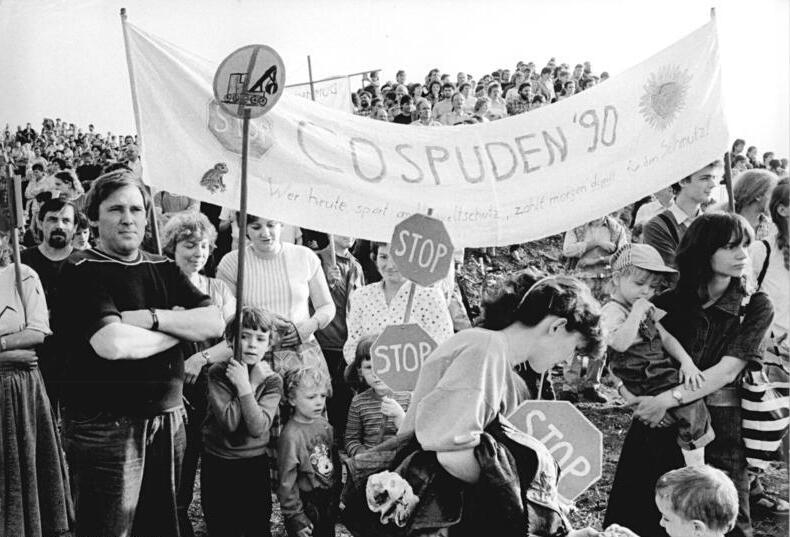
Sternmarsch gegen eine Erweiterung des Tagebau Cospuden im Naturschutzgebiet, April 1990

#### DDR
In Westdeutschland entstanden insbesondere durch die Anti-Atombewegung Ende der 1970er Jahre erste nicht-staatliche Organisationen der Umweltbewegung. Derartige unabhängige Organisationen waren im politischen System der DDR verboten. In der DDR stand neben dem Protest z. B. gegen Waldschäden im Erzgebirge oder Luftverschmutzungen in Bitterfeld/Wolfen immer das Aufbegehren gegen die Nicht-Informationspolitik der Regierung. Es gab Kristallisationspunkte in der oppositionellen Umweltbewegung: das Kirchliche Forschungsheim in der Lutherstadt Wittenberg, den Ökologischen Arbeitskreis der Dresdner Kirchenbezirke oder die Umwelt-Bibliothek an der Berliner Zionskirche und schließlich ab 1988 das Grün-Ökologische Netzwerk Arche.
Mit der Wende 1989 formierte sich ein zunehmender Widerstand. Im Januar 1990 wurde die Bürgerinitiative „Stoppt Cospuden 90“ gegründet, die im Frühjahr des Jahres einen Sternmarsch zum Tagebau Cospuden organisierte. Über 10.000 Menschen nahmen teil. Der Protest hatte Erfolg. Am 20. April 1990 wurde der Vorschnitt des Tagebaus gestoppt, und am 7. Oktober 1992 verließ der letzte Kohlezug den Tagebau.

### Österreich
Die Historikerin Katharina Scharf attestiert auch der österreichischen Umweltbewegung „Geschichtslosigkeit“. Die Anfänge der Umweltbewegung werden in den 1970er-Jahren und für Österreich im Speziellen in der Besetzung der Hainburger Au 1984/85 verortet. Tatsächlich reichen die Traditionslinien der Umweltbewegung weit zurück in die Zeit des frühen Naturschutzes im 19. Jahrhundert, als Kehrseite der Industrialisierung und der exzessiven Ausbeutung der Natur durch den Menschen.
In den 1970er-Jahren wuchs die Sensibilität für Umweltthemen. Der Ölpreisschock 1973 löste auch in Österreich eine Debatte über die Schonung von Ressourcen und die Grenzen des Wachstums aus.
Meilensteine der Umweltbewegung in Österreich waren die Volksabstimmung über die Inbetriebnahme des Kernkraftwerkes Zwentendorf am 5. November 1978 und die Besetzung der Hainburger Au 1984/85. Nach der Atomkatastrophe von Tschernobyl im April 1986 wurde die Ablehnung von Atomkraft in Österreich zum breit mitgetragenen Konsens. Die durch die Hainburg-Ereignisse prominent gewordenen Freda Meissner-Blau trat im selben Jahr bei der Bundespräsidentschaftswahl an und bewirkte damit eine grüne Mobilisierung. Mit der Nationalratswahl 1986 zog die erste österreichische Umweltpartei als „Die Grünen – Die Grüne Alternative (Grüne)“ ins Parlament ein. 1999 wurde das Bundesverfassungsgesetz für ein atomfreies Österreich im Parlament einstimmig beschlossen.
In den 1980er Jahren formierte sich Widerstand gegen die Verschmutzung von Gewässern mit giftigen Abfällen der Industrie. Das drängendste Umweltproblem war der „Saure Regen“ und das damit verbundene Waldsterben. Als Ende der 1980er Jahre der Zusammenhang zwischen dem „Treibhauseffekt“ und der Erderwärmung bekannt wurde, verlagerte sich der Schwerpunkt auf den Klimawandel und den CO₂ Ausstoß.
Die großen internationalen Umweltschutz-NGOs entstanden mit wenigen Ausnahmen in den frühen 1980er Jahren. In der zweiten Hälfte der 1980er Jahre kam es zu einer verstärkten Institutionalisierung des Umweltschutzes in Österreich. 1985, ein Jahr nach der Besetzung der Hainburger Au, wurde das Umweltbundesamt eingerichtet. Anfang der 1990er Jahre trat das Umweltverträglichkeitsprüfungsgesetz in Kraft, wonach bestimmte Bauprojekte vorab auf ihre Umweltverträglichkeit geprüft werden müssen.
Spätestens seit der Entstehung der Klimabewegung Fridays for Future 2018 erhielt der Umwelt- und Klimaschutz in Österreich wieder Bewegungscharakter. Die Konflikte um Kraftwerksbauten wurden, wie das Beispiel der LobauBleibt!-Bewegung zeigt, weitgehend von Auseinandersetzungen um Straßenbauprojekte abgelöst.

### USA
Der Sierra Club ist die älteste und größte Naturschutzorganisation der Vereinigten Staaten: Er wurde am 28. Mai 1892 in San Francisco (Kalifornien) von dem Naturschützer John Muir sowie einigen Professoren der University of California, Berkeley und der Stanford University gegründet.
Der US-amerikanische Biologe und Ökologe Barry Commoner (* 1917; † 2012), Autor mehrerer einflussreicher Sachbücher über Umweltschutz, gilt als einer der führenden frühen Vertreter der modernen (nord)amerikanischen Umweltbewegung.

## Kulturelle Formen
In ihrer Entstehungs- und Blütezeit entwickelte die zweite Umweltbewegung in den 1970er- und 1980er-Jahren charakteristische subkulturelle Formen, die bis heute nachwirken. In der Regel verfolgten ihre Anhänger (oft auch „Ökos“ genannt) auch über den Umweltschutz hinausgehende reformerische Ziele, die sich in einem „alternativen Lebensstil“ niederschlugen. Die „Ökos“ waren in den Anfangsjahren zumeist Teil eines links geprägten jugendkulturellen Spektrums, das sich in den ausgehenden 1970er-Jahren zunehmend ausdifferenzierte. Besonders deutlich war die Abgrenzung zur zeitgleichen Discoszene und zu den Poppern. Die Ökoszene entwickelte eine charakteristische Ästhetik, die sich aus der Hippie-Ästhetik entwickelte und von Naturmaterialien sowie exotischen Mustern und Batik geprägt war. Der Kleidungsstil war betont leger, Haare wurden gerne lang und offen getragen.
Die DDR-Umweltbewegung ging, soweit sie unabhängig war, teilweise von den evangelischen Kirchen aus. Zum Teil ähnelte der Lebensstil ihrer Mitglieder dem der West-Ökoszene. Es gab aber unterschiedliche Einfärbungen: von eher anarchistisch (etwa die Ostberliner „Umwelt-Bibliothek“) bis zu eher bürgerlich (z. B. der Dresdner Ökologische Arbeitskreis).
Für die traditionellen Kirchen und ihre Mitglieder blieben die Motive und die Ausdrucksformen der Umweltbewegung in beiden Teilen Deutschlands oft unverständlich und nicht nachvollziehbar. In Westdeutschland waren die evangelischen Studentengemeinden maßgeblich beteiligt.

## Politisierung
Einige Naturschutzverbände sind institutionalisierte Überbleibsel der ersten Umweltbewegung; die zweite Umweltbewegung Westdeutschlands fand ihren institutionellen Niederschlag u. a. in der Einrichtung eines Umweltministeriums, des Umweltbundesamtes und der Gründung der Grünen Aktion Zukunft (GAZ) im Jahr 1978. Letztere war an der Gründung der „Die Grünen“ im Januar als erste Bundespartei beteiligt. Die eher wertkonservative GAZ zog sich den Grünen zurück und der Flügel um Herbert Gruhl spaltete sich in die ÖDP ab. In der DDR begann die politische Institutionalisierung als kirchliche: Zwischen 1987 und 1989 trafen sich Vertreter von Friedens-, Umwelt- und Gerechtigkeitsgruppen sowie Vertreter aller christlichen Kirchen zu „Ökumenischen Versammlungen“. Damit war für alle drei Themenbereiche eine neue Qualität und Verbindlichkeit erreicht. 1989/1990 spaltete sich die ostdeutsche Umweltbewegung an der Frage, ob es eine ökologische Partei geben solle. Die Befürworter gründeten die Grüne Partei in der DDR, die Gegner einer Parteigründung schlossen sich im Netzwerk Grüne Liga zusammen. Auffallend an den Programmen aller 1989 und 1990 gegründeten DDR-Parteien waren die starken Ökologie-Anteile. Das Neue Forum, die Initiative Frieden und Menschenrechte (IFM) und Demokratie Jetzt bildeten gemeinsam das Bündnis 90, das 1993 mit den westdeutschen Grünen fusionierte. Die Grüne Partei in der DDR hatte diesen Schritt schon 1990 vollzogen.
Mit zunehmender Akzeptanz der Umweltbewegung nahmen in den 1980er und 1990er Jahren Versuche der modernen Rechtsextremen sowie der Neuen Rechten zu, Umwelt- und Naturschutz wieder mit völkischen, rassistischen und antisemitischen Inhalten in Verbindung zu bringen und an die ideologischen Traditionen des Naturschutzes, insbesondere des Heimatschutzes, anzuknüpfen, die auch den Nationalsozialisten anschlussfähig erschienen. Bei Baldur Springmann etwa sah Oliver Geden den Versuch, Rechtsextremismus, Ökologie und Spiritualität zu verbinden. Auf den nationalsozialistischen Heimat- und Naturbegriff bezog sich unter anderem die rechtsextreme Heimattreue Deutsche Jugend. Antizionistische und antisemitische Tendenzen aus dem linken Spektrum werden auch in Teilen der Klimabewegung der 2010er- und 2020er-Jahre beobachtet, jedoch oft entschieden abgelehnt.
Seit den 2020ern kommt es zu einer zunehmenden Anfeindung seitens populistischer und rechtsradikaler Akteure gegen Umwelt- und Klimabewegungen.

## Verfolgung und Ermordung von Umweltaktivisten
In vielen Ländern, besonders in Entwicklungs- und Schwellenländern, sind Umweltaktivisten nicht nur in autoritär verfassten, sondern auch demokratischen Staaten (wie z. B. Brasilien) Schikanen von beispielsweise Paramilitärs, der Armee oder Polizei sowie kriminellen Banden und Rebellen, wie auch von Bauern und Vertretern profitorientierter Unternehmen ausgesetzt. Die engagierten Menschen sind von Verhaftung bedroht und dem Risiko ausgesetzt, gefoltert oder ermordet zu werden.
Die Nichtregierungsorganisation Global Witness veröffentlichte 2022 einen Bericht, in dem sie zwischen 2012 und 2021 mindestens 1733 Ermordungen von Umweltaktivisten dokumentiert. Die ermordeten Personen wurden Opfer von Killern, dem Organisierten Verbrechen oder ihrer eigenen Regierung. Brasilien (342 Personen), Kolumbien 322 (Personen), die Philippinen (270 Personen), Mexiko (154 Personen) und Honduras (117 Personen) sind die "tödlichsten" Länder für Umweltakltivisten.
Global Witness veröffentlichte auch Jahresberichte. 2015 wurden weltweit 185 Umweltaktivisten ermordet. Im Jahre 2019 wurden mindestens 212 Umweltaktivisten weltweit getötet. Im Jahre 2020 waren es weltweit mindestens 227 Menschen, die wegen ihres Umweltaktivismus ermordet wurden, davon allein in Lateinamerika mehr als hundert Menschen. Die meisten Fälle stehen laut Global Witness im Zusammenhang mit Projekten in der Forstwirtschaft. An zweiter Stelle folgten Wasser- und Dammbauprojekte. Auch im Zusammenhang mit Vorgängen in der Landwirtschaft komme es zu Gewaltverbrechen. Die NGO geht davon aus, dass die tatsächliche Zahl der getöteten Umweltschützer noch deutlich höher liegt.

## Politische Ökologie

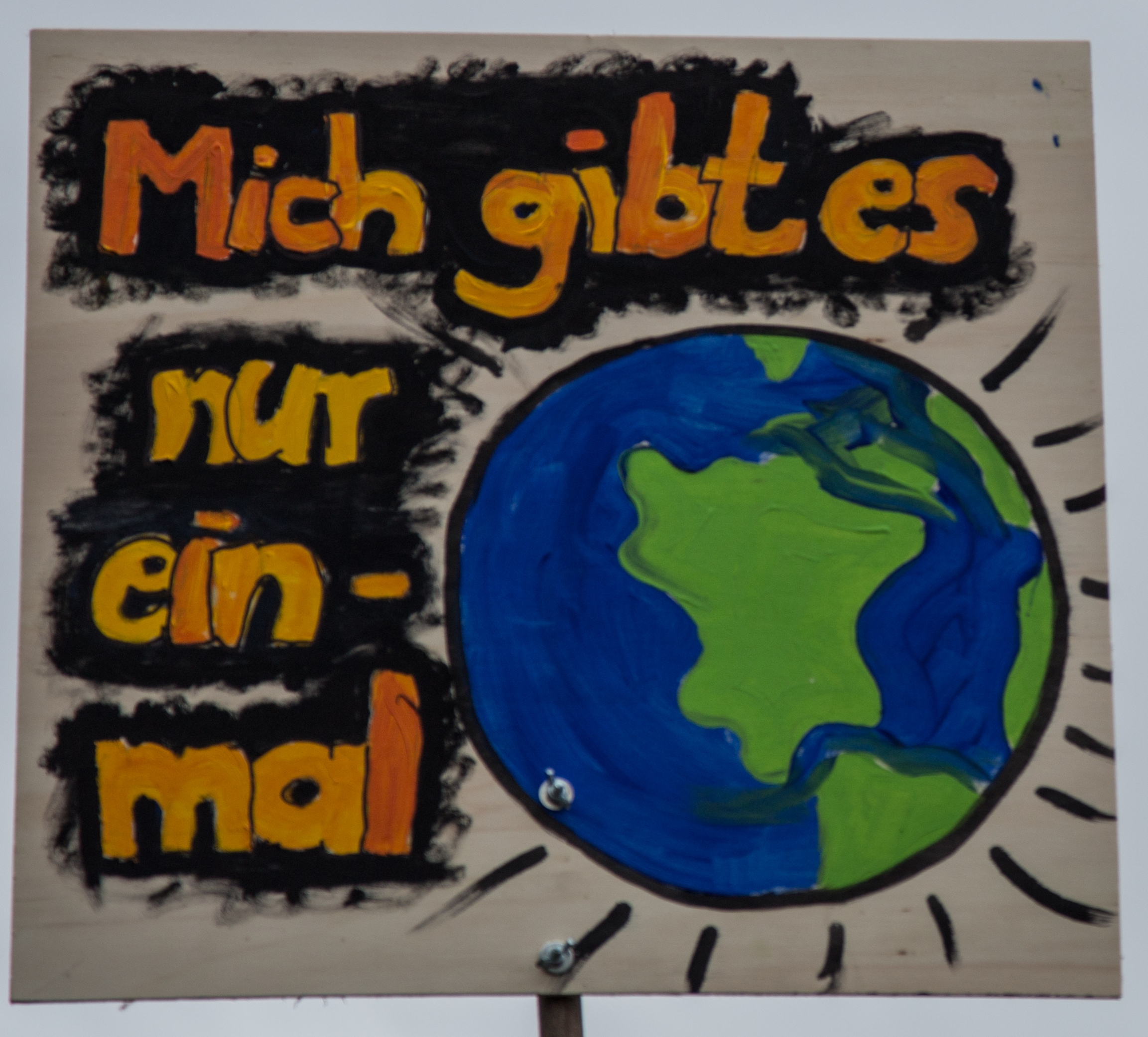
Plakat auf einer Demo in Berlin 2015 im Rahmen des Global Climate March

In Westdeutschland war folgende politische Überlegung der zweiten Umweltbewegung letztlich sehr wirkungsvoll: Nicht nur die arbeitenden Menschen, sondern auch die Natur wurde als durch die industrielle Wirtschaftsweise bedroht angesehen. Diese Gedanken der Alternativbewegung erhielten Einzug in die zunächst aus dem Widerstand gegen die Kernenergie entstehende Ökologiebewegung der 1980er-Jahre, die eine fahrlässige Abfallentsorgung und -verbrennung ebenso thematisierte wie die damalige industriefreundliche Chemiepolitik, das Waldsterben und die Tropenwaldvernichtung, die Gefährdung der Erdatmosphäre (Ozonloch), umweltschädliche Formen der Tiermast usw. Auch andere Themen wurden nach und nach in die Umweltbewegung integriert: „Nachdem über den Umweltgedanken ein neuer Personenkreis zum Naturschutz gestoßen war, entwickelte sich auch eine Beziehung zur Friedensbewegung, zu emanzipatorischen Frauengruppen.“ (Stölb 114).
Für die DDR-Umweltbewegung bestand das Politische in Sozialismuskritik. Der DDR-Sozialismus vermochte nicht, die „Überbleibsel des Kapitalismus“ (wie er Umweltprobleme gerne nannte) zu beheben; und er machte „Ökologie“ zum Tabuthema. Insofern war allein schon das Aufgreifen des Themas Kritik – für die Stasi „feindlich-negativ“.
„Leitwissenschaft“ dieser Bewegung wurde die Ökologie bzw. die Politische Ökologie. Indem das Wort „Ökologie“ aber Eingang in die tägliche Umgangssprache fand, veränderte sich seine Bedeutung. Die zunächst neutrale ökologische Wissenschaft wurde positiv besetzt, sodass „ökologisch“ gleichbedeutend wurde mit „umweltverträglich, sauber, rücksichtsvoll, biologisch abbaubar, unbedenklich“ etc.

## Klimaschutz
Ein zentrales und medial breit rezipiertes Betätigungsfeld der Klimaaktivisten der Umweltbewegung ist der Klimaschutz, wobei die globale Erwärmung als ein Teil der globalen Umweltproblematik betrachtet wird, die auch mit dem Artensterben zusammenhängt. Im August 2018 begann die nun bekannte Klimaschutzaktivistin Greta Thunberg, anfangs täglich und später jeden Freitag, vor dem schwedischen Parlament „Schulstreiks für das Klima“ zu organisieren. Daraus entwickelte sich die globale Bewegung Fridays for Future, durch die der Klimaschutz in der öffentlichen Debatte weltweit und auch in Deutschland an Bedeutung gewann. Weitere bekannte aktivistische Gruppen sind u. a. Ende Gelände, Extinction Rebellion und die Letzte Generation, die sich von Fridays For Future insbesondere in ihrer durch zivilen Ungehorsam vergleichsweise radikaleren Art von Aktivismus unterscheiden.

## Aktionsbündnisse zur Umweltbewegung
Umweltbewegungen können sich zu einer oder mehreren kollektiven Aktionen verdichten, um ein von ihr als solches wahrgenommenes Problem im Rahmen bestimmter Konflikte zwischen Mensch und Umwelt in ihrem Sinne zu „lösen“. Die einzelnen Aktionen sind dabei nicht zwangsläufig von nur einer Umweltschutzorganisation organisiert, obwohl Organisationen ein wichtiger Teil der Bewegung sind. Akteure in der Umweltbewegung sind Nichtregierungsorganisationen, wie BUND, Grüne Liga, NABU, Greenpeace, Bürgerinitiativen, Aktionsbündnisse und viele andere. Ziel der Umweltbewegung ist manchmal auch ein grundlegender Wandel im Verhältnis Mensch-Umwelt. Aktionsbündnisse spielen eine wichtige Rolle bei der Organisation von Demonstrationen, Sternmärschen und Fahrradsternfahrten, wie etwa den jährlichen Demonstrationen gegen die Massentierhaltung, die Demonstrationen für eine Agrarwende unter dem Motto Wir haben es satt! oder Demonstrationen für eine Sanfte Mobilität.

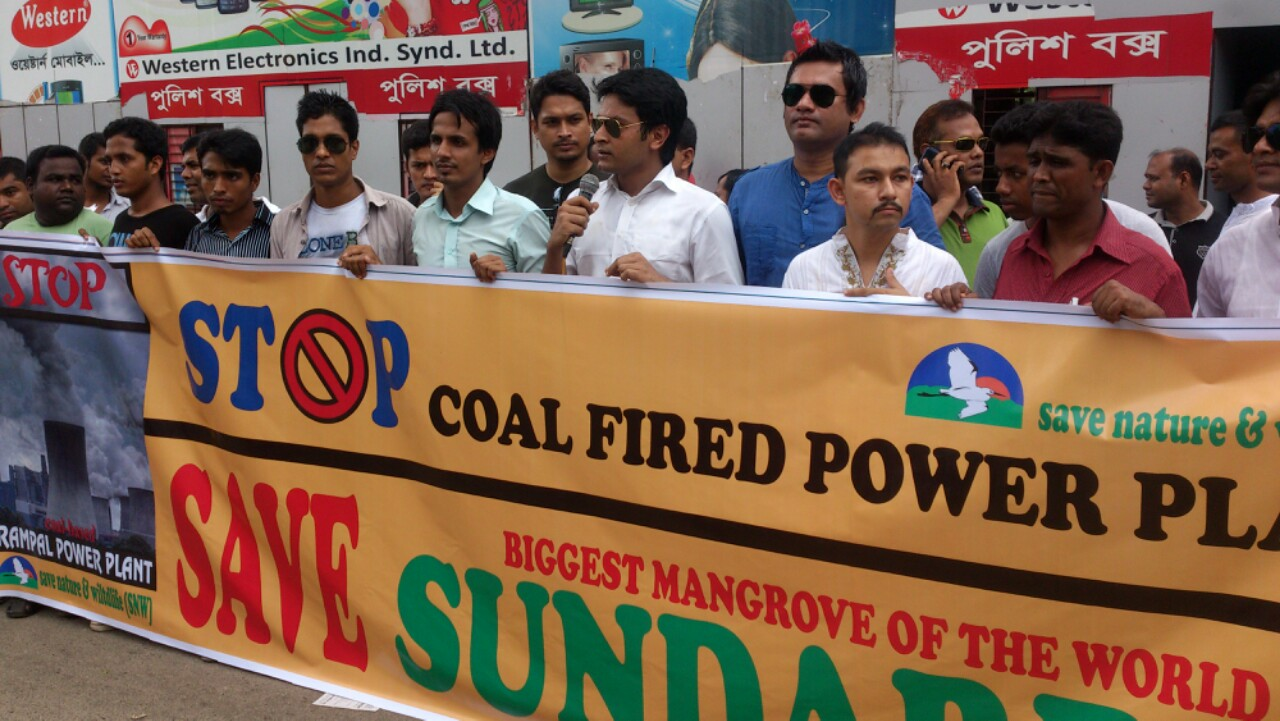
Proteste gegen die Zerstörung von Mangrovenwäldern wegen des Neubaus eines Kohlekraftwerks in Bangladesch

Umweltbewegungen können anhand ihrer konkreten (thematischen) Zielstellung, ihres Organisationsgrades, ihrer Größe, der von ihnen gewählten Strategien usw. unterschieden werden. Sie durchlaufen idealtypisch mehrere Phasen, die von der ersten Auseinandersetzung mit dem Problem, der Thematisierung (meistens vor allem Ablehnung sich entwickelnder umweltschädlicher Praktiken) bis zur Organisation von diese Probleme lösenden Strukturen verläuft. Umweltbewegungen, die große gesellschaftliche Umbrüche fordern, wie etwa die Energie- oder Agrarwende, verlaufen in Wellen über einen langen Zeitraum. Nicht selten sind einzelne ökologische Initiativen dieser Bewegungen aber auch thematisch und zeitlich begrenzt. Sie enden, wenn ihr Ziel, etwa die Verhinderung eines Großschlachthofs oder eines Straßenprojekts, erreicht wurde. Eine andere Art von Begrenzung findet man etwa bei der jährlichen Aktion „Mobil ohne Auto“, für die sich jeweils Vorbereitungsgruppen finden.

## Bekannte Umweltaktivisten (Auswahl)

### Afrika
- Wangari Muta Maathai, Trägerin des Right Livelihood Award 1984, des Friedensnobelpreises 2004 und Begründerin des Aufforstungsprojekts Green Belt Movement
- Ayakha Melithafa, südafrikanische Klimaaktivistin und eine der Beschwerdeführerinnen vor dem UN-Ausschuss für die Rechte des Kindes 2019[28]
- Kumi Naidoo, südafrikanischer Menschenrechts- und Umweltaktivist, seit Herbst 2009 Direktor von Greenpeace International
- Vanessa Nakate, ugandische Klimaschutzaktivistin
- Elizabeth Wathuti, kenianische Klimaschutzaktivistin[29]

### Asien
- Abi Kusno Nachran, ein indonesischer Aktivist für den Schutz der Regenwälder
- Sunita Narain, indische Umweltaktivistin und Publizistin
- Ridhima Pandey, indische Umwelt- und Klimakativistin, Klägerin und Beschwerdeführerin gegen die indische Regierung und Vereinten Nationen
- Disha Ravi, indische Umweltaktivistin und Mitgründerin der indischen Fridays-For-Future Bewegung[30][31]
- Vandana Shiva, indische Naturwissenschaftlerin und kontroverse[32] Kritikerin der Agrarindustrie[33]

### Europa
- Yann Arthus-Bertrand ist ein international bekannter Foto-Journalist,[34] Gründer der ökologischen Gesellschaft GoodPlanet[35] und der Action carbone zur Reduktion von Treibhausgasen
- Wilhelm Bode, der „Heidepastor“, setzte sich für den Erhalt der Lüneburger Heide ein. Mitbegründer des Naturschutzgebietes Lüneburger Heide.
- Cyril Dion, französischer Schriftsteller, Regisseur, Dichter und Aktivist
- Felix Finkbeiner, Gründer der internationalen Kinder- und Jugendinitiative Plant-for-the-Planet
- Monika Griefahn, ehemalige Organisatorin der Greenpeace-Kampagne gegen die chemische Verschmutzung der Nordsee, später Niedersächsische Umweltministerin
- Herbert Gruhl, Autor des Buches Ein Planet wird geplündert – Die Schreckensbilanz unserer Politik und konservativer Politiker (CDU, Grüne Aktion Zukunft, Die Grünen, ÖDP)
- Hartmut Gründler, Gründer des Tübinger Bundes für Umweltschutz 1971 und des AK Lebensschutz 1972, Selbstverbrennung 1977 aus Protest gegen die regierungsamtlichen „Lügen“, besonders zu Asse II
- Bernhard Grzimek, Kämpfer für den Zoologischen Artenschutz und den Erhalt der Serengeti, Tierfilmer, Direktor des Frankfurter Zoos
- Robert Marc Lehmann, deutscher Meeresbiologe und Naturfotograf, Autor des Buches „Mission Erde“
- Bruno Manser, war ein Schweizer Aktivist, welcher gegen die Abholzung im malaysischen Sarawak kämpfte
- Miroslav Patrik, tschechischer Umweltaktivist, der gesetzeswidrige Praxen um den Bau des Abschnitts der Autobahn D 8 (tschechischer Abschnitt der Europastraße 55) aufdeckte, der durch das Naturschutzgebiet des Böhmischen Mittelgebirges führt, Vorsitzender von Detě Země, einer tschechischen Umweltschutzorganisation
- Luisa Neubauer, Buchautorin und eine der Hauptorganisatorinnen von Fridays for Future in Deutschland
- Heinz Sielmann, Tierfilmer, Fernsehmoderator, Stiftungskurator, Kämpfer für den Erhalt des Grünen Bandes
- Horst Stern, Journalist und Buchautor, Gründer der Zeitschrift Natur
- Greta Thunberg, schwedische Klimaschutzaktivistin und Initiatorin der Schulsteiks für das Klima
- Alfred Toepfer, Initiator der Naturparke in Deutschland, Kämpfer für den Erhalt der Lüneburger Heide
- Hubert Weinzierl, Mitbegründer des Bund Naturschutz Bayern (BN) und des Bund Umwelt- und Naturschutz Deutschland (BUND)

### Nordamerika
- Rachel Carson, Biologin und Autorin des Buches Der stumme Frühling (1961)
- Al Gore, ehem. Vizepräsident der USA und Friedensnobelpreisträger 2007
- Julia „Butterfly“ Hill, Waldschützerin in Zusammenarbeit mit Mitgliedern der Umweltschutzorganisation Earth First!, bei der sie kein Mitglied war.
- Naomi Klein, Autorin des Buchs Die Entscheidung: Kapitalismus vs. Klima
- David McTaggart, langjähriger Geschäftsleiter von Greenpeace international
- John Muir, Vorreiter der Umweltbewegung in Nordamerika, Mitbegründer des Gedankens von Nationalparks und Mitbegründer des Sierra Club
- Paul Watson, Gründer der Sea Shepherd Conservation Society
- Jane Fonda, US-amerikanische Schauspielerin und Mitgründerin von Fire Drill Fridays[36]
- Erin Brockovich, US-amerikanische Beraterin und Medienpersönlichkeit, maßgeblich beteiligt an der Aufklärung der Wasserverschmutzung in Hinkley, Kalifornien[37]
- Robert Redford, US-amerikanischer Schauspieler & Regisseur, lange Zeit aktiv im Natural Resources Defense Council[38]

### Südamerika
- Xiye Bastida, mexikanisch-chilenische Klimaaktivistin
- Helena und Nina Gualinga, indigene ecuadorianische Klimaschutz- und Menschenrechtsaktivistinnen für den Amazonas-Regenwald und die indigene Bevölkerung
- José Lutzenberger, brasilianischer Aktivist für Amazonasschutz und gegen Pestizideinsatz, Staatssekretär für Umwelt, Träger des Right Livelihood Award 1988[39]
- Francia Márquez, kolumbianische Bürgerrechtlerin und Vizepräsidentin von Kolumbien[40][41]
- Bruno Pereira, ermordeter Mitarbeiter der Funai, Aktivist für die Rechte der indigenen Bevölkerung Brasiliens[42]